# Heide (Gräfrath)
Heide ist eine aus einer Hofschaft hervorgegangene Ortslage in der bergischen Großstadt Solingen.

## Lage und Beschreibung
Heide befindet sich im äußersten Osten des Solinger Stadtteils Wald unmittelbar an der Grenze zu Gräfrath und dort an einem Nordhang des Demmeltrather Bachs. Die zu dem Ort gehörenden Gebäude liegen an zwei Stichstraßen mit dem Namen Heide, die von der auf einem nördlichen Höhenrücken verlaufenden Landesstraße 85, der Focher Straße, abzweigen. Unmittelbar nordöstlich grenzt der Parkplatz des Baumarktes Bauhaus an den Ort an. Im Westen befindet sich das Hallenbad Vogelsang.
Benachbarte Orte sind bzw. waren (von Nord nach West): Nümmen, Foche, Zentral, Obenscheidt, Herberg, Vogelsang, Eigener Feld, Demmeltrath, Hahnenhaus und Eckstumpf.

## Etymologie
Der Ortsname ist von den dort ehemals wachsenden Heidekräutern abgeleitet. Der Ortsname kommt in Solingen heute mehrfach vor, zum Beispiel auch in Heidberg, Heidufer oder dem Heider Hof.

## Geschichte
Heide war mindestens schon im frühen 13. Jahrhundert vorhanden. Im Heberegister des Stiftes Gerresheim von 1212/1232 wird der Ort als Besitz des Stiftes genannt. Im Jahre 1232 wurde Heide an das Kloster Gräfrath verkauft.:36f. In einem Dokument aus dem Jahre 1594 wird der Hof als in der Heiden erwähnt. Heide gehörte zur Honschaft Ketzberg innerhalb des Amtes Solingen. In dem Kartenwerk Topographia Ducatus Montani, Blatt Amt Solingen, von Erich Philipp Ploennies aus dem Jahr 1715 ist der Ort als Heidt verzeichnet. Die Topographische Aufnahme der Rheinlande von 1824 verzeichnet den Ort als In d. Heiden und die Preußische Uraufnahme von 1844 als In der Heide. In der Topographischen Karte des Regierungsbezirks Düsseldorf von 1871 ist Heide hingegen nicht verzeichnet.
Nach Gründung der Mairien und späteren Bürgermeistereien Anfang des 19. Jahrhunderts gehörte Heide zur Bürgermeisterei Gräfrath. Der Ort lag dabei unmittelbar an der Gemeindegrenze zu Wald. 1815/16 lebten 31 Einwohner im Ort. 1830 lebten im Ort 36 Menschen. 1832 war Heide weiterhin Teil der Honschaft (Ketz-)Berg innerhalb der Bürgermeisterei Gräfrath.  Der nach der Statistik und Topographie des Regierungsbezirks Düsseldorf als Hofstadt kategorisierte Ort besaß zu dieser Zeit fünf Wohnhäuser, zwei Fabriken bzw. Mühlen und sieben landwirtschaftliche Gebäude. Zu dieser Zeit lebten 31 Einwohner im Ort, allesamt evangelischen Bekenntnisses. Die Gemeinde- und Gutbezirksstatistik der Rheinprovinz führt den Ort 1871 mit neun Wohnhäusern und 66 Einwohnern auf. Im Gemeindelexikon für die Provinz Rheinland werden 1885 neun Wohnhäuser mit 69 Einwohnern angegeben. 1895 besitzt der Ortsteil neun Wohnhäuser mit 54 Einwohnern, 1905 werden zwölf Wohnhäuser und 131 Einwohner angegeben.
Mit der Städtevereinigung zu Groß-Solingen im Jahre 1929 wurde Heide ein Ortsteil Solingens. Bereits seit Ende des 19. Jahrhunderts siedelten sich an der nördlich gelegenen Foche mehrere Industrieunternehmen an, deren Fabriken teils bis an die Ortschaft Heide heranreichten. Unter den dort angesiedelten Unternehmen waren die Gesenkschmiede Walter Gott sowie die Stahlwarenfabrik Gottlieb Hammesfahr. Nach einer Phase der Deindustrialisierung seit den 1970er Jahren wurden immer mehr Fabrikanlagen an der Foche abgerissen. Teilweise wurden die Fabriken noch von dem Haushaltswarenunternehmen Krups genutzt. Bis zum Jahr 2000 wurden die Gebäude der Gesenkschmiede Walter Gott unmittelbar neben Heide abgerissen, dort entstand ein Bauhaus-Baumarkt mit großem Parkplatz, der den Ort Heide seither nach Norden begrenzt. Nach den heutigen Stadtbezirksgrenzen gehört Heide zu Wald.